# بيل بارون
بيل بارون (بالإنجليزية: Bill Barron)‏ (26 أكتوبر 1917 في المملكة المتحدة - 2 يناير 2006) هو لاعب كريكت ولاعب كرة قدم بريطاني (وحمل سابقاً جنسية المملكة المتحدة لبريطانيا العظمى وأيرلندا) في مركز الدفاع. لعب مع تشارلتون أثلتيك ونادي نورثامبتون تاون ووولفرهامبتون واندررز.

## وصلات خارجية
- بيل بارون على موقع إي آس بي آن كريك إنفو (الإنجليزية)